# 전성천
전성천(全聖天, 1913년 12월 4일 ~ 2007년 7월 31일, 경북 예천 출생)은 일제강점기의 대한민국 목회자, 신학자이자 언론인, 정치인이다. 호는 하은(霞隱)이다.
1913년 경북예천에서 출생한 전성천 박사는 일본 아오야마(靑山)대학 신학부를 졸업한 후, 미국 프린스턴 신학대학에서 석사, 예일 대학에서 석사 및 박사학위를 받았다. 이승만 정부에서 공보실장 및 정부대변인을 지냈다.
기독교 방송 사장을 역임한 전목사는 생애의 태반을 가난한 자, 소외된 자들과 함께 보냈다. 난민들 속에서 민족의 고난을 함께 겪으며 노동운동, 빈민운동의 현장에서 고난에 동참하였다. 전목사가 이끈 1971년 광주대단지 시위는 민중을 위한 봉기로 역사에 남아있다. 이로 인해 시로 승격된 성남에 성남교회를 창립하는 등, 많은 개척교회를 세웠다. 그는 순수한 신앙으로 하나님의 교회에 봉직하는 것을 평생의 영광으로 삼았다. 1975년에는 기독교방송사 사장, 방송협회 회장 등을 역임했다. 그는 윤치영, 윤보선과 사돈으로 윤보선의 동생인 윤완선의 딸 윤남경이 그의 제수이다.

## 생애

### 생애 초반
하은(霞隱) 전성천은 1913년 경북 예천군 상락에서 출생했다. 1929년 2월 일본으로 유학, 1934년 아오야마가쿠인(靑山學院大學)에 입학했다. 16세에 일본으로 건너간 그는 고학으로 학업을 시작하여 아오야마(靑山) 대학 신학부를 거쳐 미국 프린스턴 대학 석사, 예일 대학 석사 및 박사학위를 받았다. 이 때 그는 재미한인학생회 총회장을 맡기도 했다.

### 교육 활동
1940년 조선신학원(한국신학대학의 전신) 교수가 되고, 그해 남대문교회 심방 담당 전도사가 되어 1942년까지 시무했다. 1942년 남대문교회 목사, 1943년부터 1947년까지 서울가리봉장로교회 목사로 재직하며 동시에 조선신학원 교수로 출강했다. 1947년 8월 14일 인천항을 출발하여 그해 8월 28일 샌프란시스코에 도착하여 프린스턴대학교 대학원에 다녔다. 이후, 서울대학교 신학대학 교수와 기독교교육협회 총무를 맡다가 1955년 서울대 교수직을 사퇴하고 그 해부터 1년간 서울대학교 문리대학과 문리과대학원 대우교수와 강사로 출강하였다.

### 정치 활동
1959년 서울신문사 회장이 되었다가 자유당 중앙정치위원회 부원장, 한국아세아반공연합사무총장 등으로 위촉되었다. 1959년 이승만 대통령 집권 시 정부 대변인이자 공보부 장관으로 공직사회에 참여하였다. (1960년 1월 13일 제3대 공보부 장관이 되었다.)
| “ | 전박사, 자네가 미국에서 내 욕을 많이 하고 다녔다더군. 그게 사실인가? | ” |

이때 이승만은 그가 정부를 비판하고 다녔느냐고 추궁했는데 그는 사실대로 대답했고 이승만은 그에게 함께 일해보자고 제의했던 것이다. 그는 공보실장(현 문화체육부 장관)을 맡으며 정부대변인도 겸임했다. 공보실장 재직 중 경향신문 폐간을 막으려고 했으나 어쩔 수 없이 수락할 수 밖에 없었다. 때문에 언론사에 대한 탄압을 가하려는 자유당 인사들과의 마찰이 심했고, 이후 1960년 4월 7일 그도 공보실장직을 사퇴하였다. 그해 5월 서울특별시 동대문 갑구에 자유당 공천으로 출마하였으나, 3위로 낙선하였다. 상대 후보였던 민주당의 민관식의 한 선거운동원에 의하면 선거 유세 때 전성천 후보의 공격이 늘 마음에 걸렸다. 그 이유는 전후보의 학력을 의식했기 때문이었다. 참고로 전성천은 프린스턴 신학대학에서 석사학위, 예일대학교에서 석사 및 박사학위를 받았다.

### 목회, 사회 활동
한편 1961년 5월 3.15 부정선거와 관련되었다는 이유로 제소당하기도 했다. 1962년 경향신문 폐간과 관련하여 구속되었다가 2년만에 출감, 민주공화당으로부터 영입제의가 들어왔으나 거절하였다. 1964년 공덕동교회 목사와 한신대학교 강사가 되었다. 그해 10월 양평의 경기도지평교회 목사가 되고, 1970년 10월까지 교회를 맡아보았다.
1970년에 미국 오하이오주에 있는 어느 대학으로부터 교수초청장과 함께 비행기표를 받았지만 사양하고 1970년 12월 22일 경기도 광주군 광주대단지의 성남장로교회 목사가 되었다. 그해 1970년 성남장로교회 원로목사가 되어 83년까지 시무하였다. 한편 1971년 7월 19일 광주대단지 중앙대책위원회 고문이 되고, 8월 10일 광주 대단지 폭동 당시 시위대와 서울특별시 사이의 중재를 담당하다가 갑자기 시위대의 대표자로 추대되었다. 이후 그는 '광주대단지 불하가격 시정대책위원회' 위원장이 되어 양측의 중재를 맡았다. 이후 그는 판자촌 영세민의 권익을 위한 구호사업에 앞장서게 됐다.
그뒤 한국방송협회 회장, 1975년 기독교방송사 사장을 역임하고 1976년 정신박약자보호회 회장, 1976년 기독교세진회 이사 등을 지냈다. 1979년부터는 장로교신학대학에 강사로 출강하였고, 1981년 장애자복지회 이사장 등을 지냈다. 1991년부터는 진부령을 개척하여 그해 8월 15일 진부령교회를 열고 초대 목사가 되었다. 그뒤 성남교회의 원로목사로 추대되었다가 2007년 7월 31일에 사망했다.

### 사후
시신은 성남교회에서 장례를 마친 뒤 경기도 용인시 기흥면의 선산에 안장되었다.

## 가족 관계
- 아버지 : 전옥영
- 어머니 : 김남이
  - 부인 : 김옥(서울대학교 미술대학 졸업, 동양화가)
  - 아들 : 전영일(미국 뉴욕갤러리 사장)
  - 아들 : 전영민(미국 아름다운교회 장로)
  - 딸 : 전영희
  - 사위 : 원의종(주식회사 선리 부회장)
  - 딸 : 전영란
  - 사위 : 남종원(전 매경 부국장)
  - 딸 : 전영주
  - 사위 : 이준수(SKC 상무)
  - 딸 : 전영백(홍익대 교수)
  - 조카 : 전광우(全光宇, 금융위원장, 국민연금공단 이사장 역임)
  - 다섯째 동생 : 전상근(全相根, 1927년 10월 18일 - ), 과학기술처 종합상황실장, 삼전복지재단 이사장 역임

## 국내 저서
- 전성천, 《낙동강 소금배》, 현대문학사, 1976(초판)/1986(8판)
- 전성천, 《전성천 회고록:십자가 그늘에서》, 동영사, 2001

## 같이 보기
- 광주 대단지 폭동
- 전상근
- 윤남경
- 이승만
- 이기붕
- 이범석
- 최인규
- 윤보선
- 윤치영
- 윤치호
- 현영학
- 현시학

## 관련 자료
- 전성천, 《낙동강 소금배》, 현대문학사, 1976(초판)/1986(8판)
- 전성천, 《전성천 회고록:십자가 그늘에서》, 동영사, 2001
- 강준만, 《한국현대사산책:1970년대편 1》 , 인물과 사상사, 2006
- 김원, 《박정희 시대의 유령들:기억 사건 그리고 정치》, 현실문화연구, 2011